# ایستگاه راه‌آهن بستان‌آباد
ایستگاه راه‌آهن بستان‌آباد یک ایستگاه راه‌آهن در شهر بستان‌آباد، ایران است.
این ایستگاه که در مسیر خط راه‌آهن میانه-تبریز قرار دارد در ۶ آذر ۱۳۹۸ توسط حسن روحانی رئیس‌جمهور ایران افتتاح شده‌است.